# Ichthyosaura
Ichthyosaura (syn. Mesotriton) je rod čolků zahrnující pouze jeden druh, čolka horského (Ichthyosaura alpestris), žijícího hlavně ve střední a západní Evropě. Někdy je do tohoto rodu řazen také miocenní druh Ichthyosaura randeckensis, jeho příbuznost však nebyla prokázána.